# Lavans-sur-Valouse
Lavans-sur-Valouse is een plaats en voormalige gemeente in het Franse departement Jura (regio Bourgogne-Franche-Comté) en telt 146 inwoners (2016). De plaats maakt deel uit van het arrondissement Lons-le-Saunier. Lavans-sur-Valouse is op 1 januari 2019 gefuseerd met de gemeenten Cézia, Chemilla en Saint-Hymetière tot de gemeente Saint-Hymetière-sur-Valouse. 

## Geografie
De oppervlakte van Lavans-sur-Valouse bedraagt 9,4 km², de bevolkingsdichtheid is 15,0 inwoners per km².
De onderstaande kaart toont de ligging van Lavans-sur-Valouse met de belangrijkste infrastructuur en aangrenzende gemeenten.

## Demografie
Onderstaande figuur toont het verloop van het inwonertal (bron: INSEE-tellingen).

## Geboren in Lavans-sur-Valouse
- Louis Vuitton (1821-1892), ambachtsman (handtassen, koffers), grondlegger van Louis Vuitton